# Eudoxus xứ Cnidus
Eudoxus xứ Cnidus (/ˈjuːdəksəs/; tiếng Hy Lạp cổ: Εὔδοξος ὁ Κνίδιος, Eúdoxos ho Knídios; k. 390 – k. 340 BC) là một nhà thiên văn học, nhà toán học, học giả Hy Lạp, là học trò Plato. Vì tất cả các công trình riêng của mình bị mất, hiểu biết về ông ngày nay nhờ thu thập được từ nguồn thứ cấp, chẳng hạn như bài thơ Aratus về thiên văn học. Theodosius của Sphaerics của Bithynia có thể dựa trên một tác phẩm của Eudoxus.
Tên của ông "Eudoxus" có nghĩa là "ý kiến tốt" và "danh tiếng tốt" (trong Εὔδοξος Hy Lạp), từ eu = Doxa, tốt = ý kiến hay tín ngưỡng, sự nổi tiếng). Nó là tương tự như tiếng Latin tên "Benedictus" (Benedict, Benedetto).
Aeschines cha của Eudoxus Cnidus thích xem sao vào ban đêm. Eudoxus lần đầu tiên đến Tarentum học với Archytas, từ người mà ông đã học toán học. Trong khi ở Italia, Eudoxus thăm Sicilia, nơi ông theo học y khoa với Philiston.